# Stadion Gran Parque Central
Stadion Gran Parque Central, često i samo skraćeno Parque Central, nogometni je stadion momčadi Nacional u urugvajskom glavnom gradu Montevideu. Momčad je i većinski vlasnik stadiona, te na njemu igra većinu svojih domaćih utakmica. Kapaciteta je 28.000 sjedećih mjesta, no taj se broj može povećati i na 43.000 mjesta za održavanje koncerata.
Stadion je bilo jedno od tri igrališta na kojima su se održale utakmice Prvog svjetskog nogometnog prvenstva 1930. u Urugvaju. Stoga su se na njemu odigrale jedne od prvih utakmica u povijesti FIFA-inih Svjetskih nogometnih prvenstava. Među njima je svakako utakmica između Nogometne reprezentacije SAD-a, koja je 13. srpnja 1930. u sklopu svjetskog prvenstva pobijedila Belgiju 3:0.

## Koncerti
| - Elton John – 1995. i 2013. - Erasure – 1990. - Joaquin Sabina – 2006. - Ricardo Arjona – 2006. - Sheryl Crow – 1995. |